# اونریو

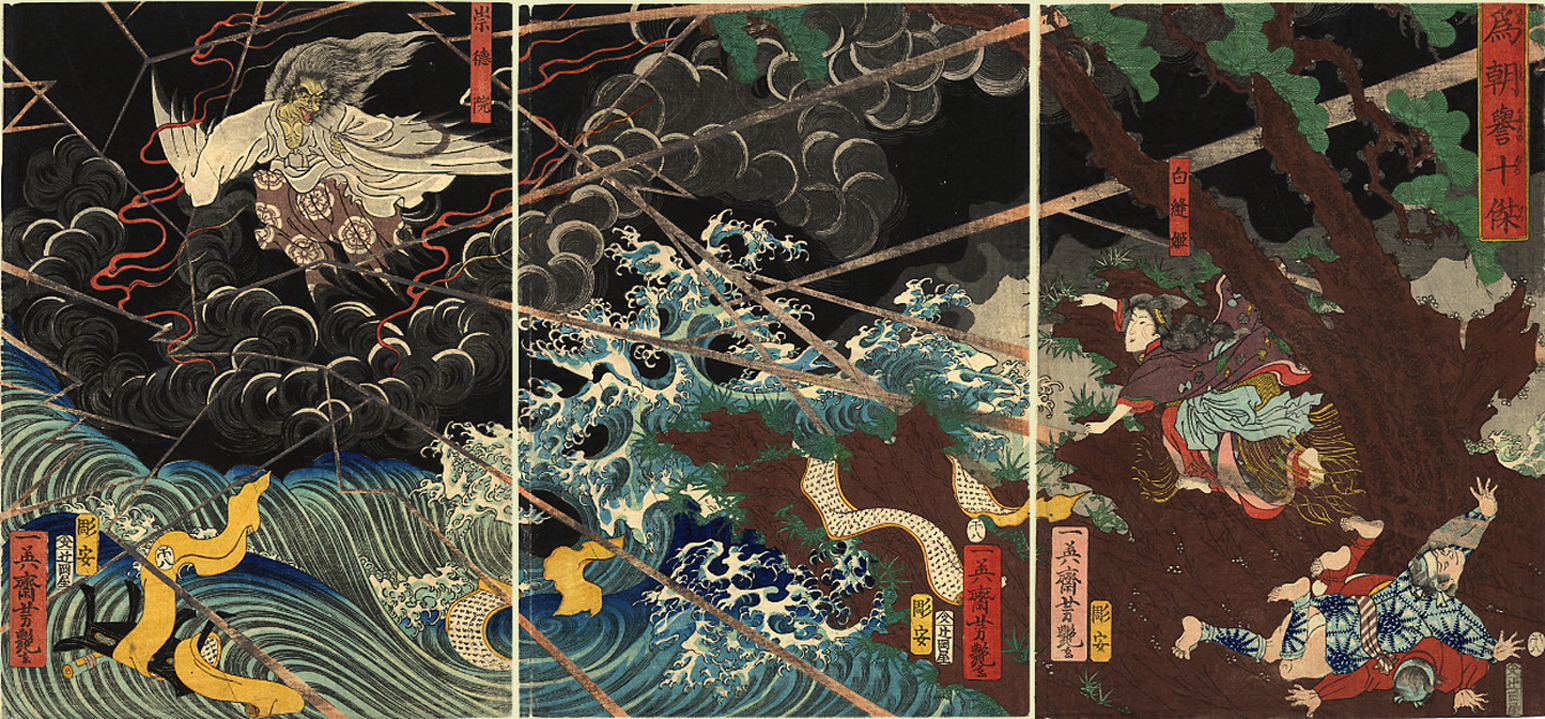
نقاشی اوکی‌یوئه که توسط اوتاگاوا یوشیتسویا کشیده شده‌است و لحظه ای را به تصویر می‌کشد که امپراتور سوتوکو، که در تبعید درگذشت، تبدیل به یک اونریو شد.

اونریو (به ژاپنی: 怨霊 Onryō)، گاهی «ارواح خشمگین»، «ارواح نفرت»، «ارواح خشمگین»، «ارواح ظالم»، «ارواح حسود»، «ارواح تاریک»، «ارواح سقوط کرده» یا «ارواح سرافکنده» معنی می‌شود. نوعی از شبح (یوره‌ای) است که اعتقاد بر این است که می‌تواند در دنیای زنده‌ها صدمه وارد کند، دشمنان را مجروح یا بکشد، یا حتی برای انتقام گرفتن بلایای طبیعی برای جبران صدمه‌هایی که در زمان زنده بودن دریافت کرده، ایجاد کند.